# Третье правительство Рамы
Третье правительство Эди Рамы (алб. Qeveria e tretë e Edi Ramës) — 67-е правительство Республики Албании, официально утверждённое президентом страны Илиром Метой 18 сентября 2021 года. По итогам парламентских выборов 2021 года Социалистическая партия Албании в третий раз подряд получила большинство мест в парламенте, а также во второй раз подряд право формировать правительство без помощи коалиций.

## Предыстория
Правительство было впервые представлено на конгрессе Социалистической партии самим Эди Рамой. 14 сентября 2021 года президент подписал указ о формировании правительства после проверки, проведённой судебными органами, в том числе и Специальной антикоррупционной структурой (алб. Struktura e Posaçme Anti-Korrupsion, SPAK). На втором заседании нового парламента Албании, прошедшем 16 и 17 сентября, министры под председательством премьер-министра Рамы представили в ходе 20-часовой сессии программу своего правительства, по итогам которой они были одобрены парламентом. 18 сентября новый кабинет министров принял присягу перед президентом Албании. В полдень того же дня новый Совет министров провёл свое первое заседание и принял свои первые решения.

## Кабинет
Состав третьего правительства Рамы немногим отличается от состава его предыдущего кабинета, на ключевых постах остались прежние министры, находившиеся на них до 18 сентября 2021 года. Например, Белинда Балуку и Огерта Манастирлиу были вновь утверждены на своих должностях с учётом популярности, завоёванной ими за время исполнения своих обязанностей. Обе получили высокие оценки по результатам опросов граждан Албании, особенно министр здравоохранения Манастирлиу, проявившая себя в ситуации с пандемией COVID-19.
Это правительство было отмечено преобладанием на министерских постах женщин (из 17 министерств они возглавили 12), что сделало его пятым в мире по представленности женщин в правительствах стран, согласно данным Организации Объединённых Наций. Рама также отметил эту особенность в своём выступлении в парламенте. Заместителем премьер-министра был назначен Арбен Ахметай, одновременно с этой должностью занимающий пост государственного министра по программе реконструкции и реформ (специальной должности министра без портфеля, утверждённой в декабре 2019 года для решения проблем, связанных с последствиями землетрясения в Албании, произошедшего 26 ноября того же года).
В конце июля 2022 года Арбен Ахметай был отправлен в отставку с занимаемых им министерских постов. Должность заместителя премьер-министра перешла к министру инфраструктуры и энергетики Белинде Балуку, а новым министром в третьем правительстве Рамы стала Майлинда Дука, ответственная за европейскую интеграцию Албании. 

## Список министров правительства
| Должность                                                   | Министр                                          | Фотография | Даты нахождения в должности   | Партия                          | Примечания |
| ----------------------------------------------------------- | ------------------------------------------------ | ---------- | ----------------------------- | ------------------------------- | ---------- |
| Премьер-министр                                             | Эди Рама алб. Edi Rama                           |            | с 18 сентября 2021            | Социалистическая партия Албании | [ 18 ]     |
| Заместитель премьер-министра Албании                        | Арбен Ахметай алб. Arben Ahmetaj                 |            | 18 сентября 2021—28 июля 2022 | Социалистическая партия Албании | [ 19 ]     |
| Заместитель премьер-министра Албании                        | Белинда Балуку алб. Belinda Balluku              |            | с 28 июля 2022                | Социалистическая партия Албании | [ 20 ]     |
| Министр финансов и экономики                                | Делина Ибрахимай алб. Delina Ibrahimaj           |            | с 18 сентября 2021            | Социалистическая партия Албании | [ 21 ]     |
| Министр внутренних дел                                      | Бледар Чучи алб. Bledar Çuçi                     |            | с 18 сентября 2021            | Социалистическая партия Албании | [ 22 ]     |
| Министр обороны                                             | Нико Пелеши алб. Niko Peleshi                    |            | с 18 сентября 2021            | Социалистическая партия Албании | [ 23 ]     |
| Министр по делам Европы и иностранных дел                   | Ольта Джачка алб. Olta Xhaçka                    |            | с 18 сентября 2021            | Социалистическая партия Албании | [ 24 ]     |
| Министр юстиции                                             | Ульси Маня алб. Ulsi Manja                       |            | с 18 сентября 2021            | Социалистическая партия Албании | [ 25 ]     |
| Министр инфраструктуры и энергетики                         | Белинда Балуку алб. Belinda Balluku              |            | с 18 сентября 2021            | Социалистическая партия Албании | [ 20 ]     |
| Министр образования, спорта и молодежи                      | Эвис Куши алб. Evis Kushi                        |            | с 18 сентября 2021            | Социалистическая партия Албании | [ 26 ]     |
| Министр сельского хозяйства и развития сельских районов     | Фрида Крифца алб. Frida Krifca                   |            | с 18 сентября 2021            | Социалистическая партия Албании | [ 27 ]     |
| Министр здравоохранения и социальной защиты                 | Огерта Манастарлиу алб. Ogerta Manastirliu       |            | с 18 сентября 2021            | Социалистическая партия Албании | [ 28 ]     |
| Министр культуры                                            | Эльва Маргарити алб. Elva Margariti              |            | с 18 сентября 2021            | Социалистическая партия Албании | [ 29 ]     |
| Министр туризма и окружающей среды                          | Миреля Кумбаро Фурджи алб. Mirela Kumbaro Furxhi |            | с 18 сентября 2021            | Социалистическая партия Албании | [ 30 ]     |
| Государственный министр по связям с парламентом             | Элиса Спиропали алб. Elisa Spiropali             |            | с 18 сентября 2021            | Социалистическая партия Албании | [ 31 ]     |
| Государственный министр по делам предпринимателей           | Эдона Биляли алб. Edona Bilali                   |            | с 18 сентября 2021            | Социалистическая партия Албании | [ 32 ]     |
| Государственный министр по делам молодёжи и детей           | Бора Мужаки алб. Bora Muzhaqi                    |            | с 18 сентября 2021            | Социалистическая партия Албании | [ 33 ]     |
| Государственный министр по стандартам обслуживания          | Мильва Экономи алб. Milva Ekonomi                |            | с 18 сентября 2021            | Социалистическая партия Албании | [ 34 ]     |
| Государственный министр по программе реконструкции и реформ | Арбен Ахметай алб. Arben Ahmetaj                 |            | 18 сентября 2021—28 июля 2022 | Социалистическая партия Албании | [ 19 ]     |
| Государственный министр европейской интеграции              | Майлинда Дука алб. Majlinda Dhuka                |            | с 28 июля 2022                | Социалистическая партия Албании | [ 17 ]     |